# بخش مرکزی شهرستان سرپل ذهاب
بخش مرکزی، یکی از بخش‌های شهرستان سرپل ذهاب در استان کرمانشاه ایران است. مرکز این بخش، شهر سرپل ذهاب است.

## تقسیمات کشوری
- بخش مرکزی شهرستان سرپل ذهاب
  - دهستان حومه سرپل
  - دهستان بشیوه پاطاق

شهر: سرپل ذهاب

## جمعیت
بر پایه سرشماری عمومی نفوس و مسکن در سال ۱۳۹۵، جمعیت بخش مرکزی شهرستان سرپل ذهاب برابر با ۵۹٬۳۲۱ نفر بوده‌است.